# Beyond精選滾石香港黃金十年

《Beyond精選滾石香港黃金十年》是為慶祝beyond加入滾石10年於2003年所發行的精選集。

## 曲目
1. 想你
2. 緩慢(國)
3. AMANI
4. 請將手放開
5. 喜歡一個人
6. 門外看
7. Good Time
8. 聲音(粵)
9. 一廂情願
10. 預備
11. 缺口
12. 活得精彩
13. LOVE
14. 不見不散